# Verseilmaschine

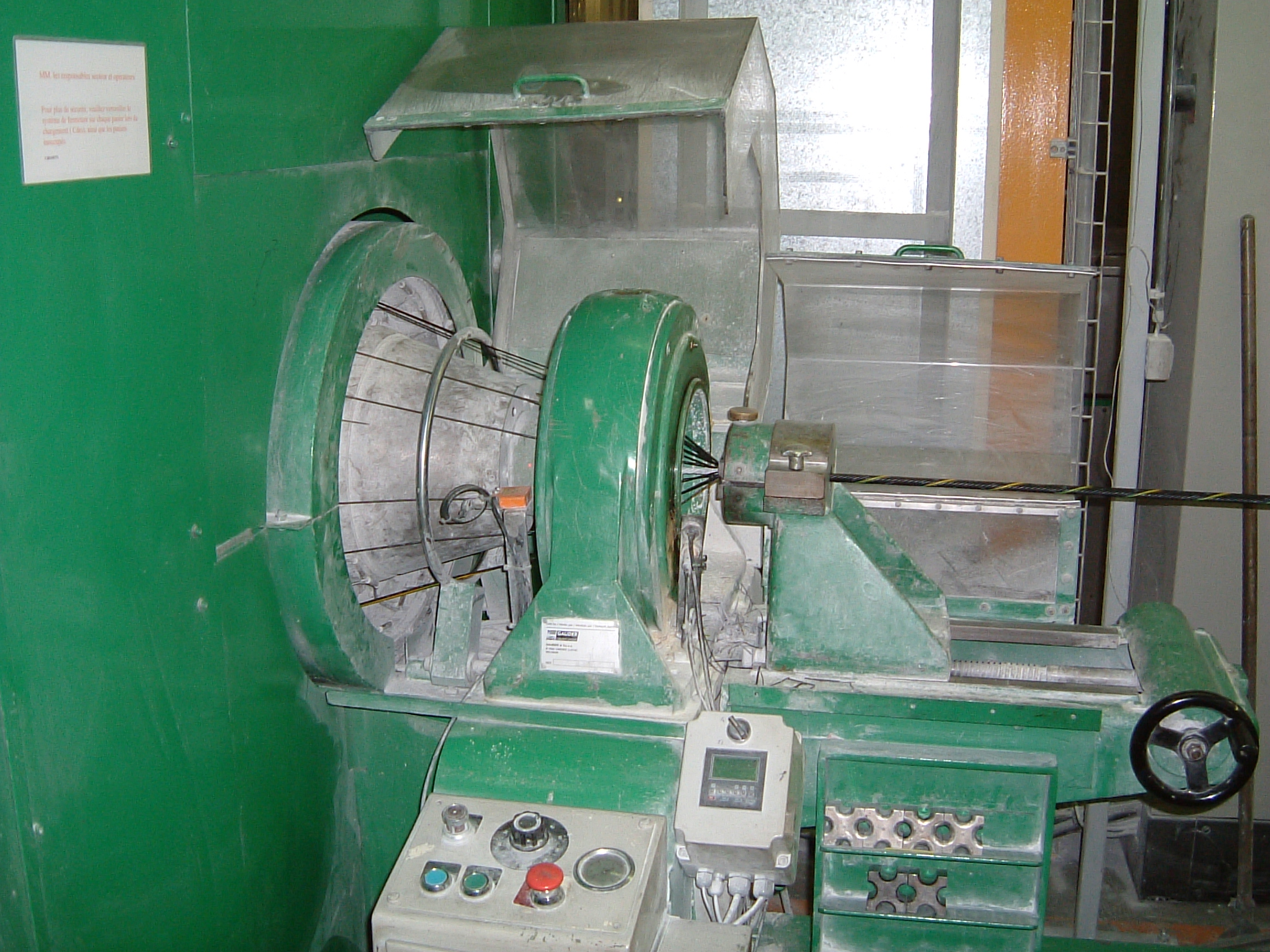
Verseilmaschine. Von links werden die Einzeladern zugeführt, rechts das verdrillte Kabel.

Eine Verseilmaschine, auch Verlitzmaschine, ist eine Apparatur, mit der Einzeldrähte zu Drahtseilen oder, im Falle elektrischer Leitungen aus mehreren Litzen zu elektrischen Kabeln verdrillt oder verseilt werden.

## Funktionsprinzip
Die Maschine besteht aus einem Spulenträger, um den sich ein Rotor mit den Einzeladern bewegt. Mehrere Einzeladern werden durch Verdrillen zu einer Litze geformt deren Form durch die Anzahl der Einzeladern bestimmt wird. Die Drehzahl des Rotors bestimmt die Schlaglänge. Diese beiden Faktoren bestimmen zusammen die Form des finalen Kabels.

## Typen
Grundsätzlich wird zwischen Einfachschlag- und Doppelschlagmaschinen unterschieden. Einfachschlagmaschinen erzeugen pro Rotorumdrehung einen Schlag auf der Leitung. Ihr Vorteil ist die oftmals geringe Materialbeanspruchung. Nachteilig ist ihre im Verhältnis zur Doppelschlagmaschine langsamere Produktionsgeschwindigkeit. Doppelschlagmaschinen produzieren pro Rotorumdrehung mit höherer Produktionsgeschwindigkeit jeweils einen Schlag auf der Einlaufseite und auf der Umlenkseite.